# Qualifications à la Coupe d'Afrique des nations de football 2017, groupe B
Le Groupe B des qualifications à la Coupe d'Afrique des nations de football 2017 a été constitué lors du tirage au sort qui s'est déroulé le 8 avril 2015. Il est constitué de quatre équipes  à savoir la RD Congo (issue du 1er chapeau), l'Angola (issue du chapeau 2), de la République centrafricaine et de Madagascar (tous deux issus du dernier chapeau). Comme pour tous les groupes constitués de quatre équipes, l'équipe qui termine en tête est qualifiée pour la compétition organisée au Gabon en 2017 et celle qui termine deuxième est en lice pour décrocher une des deux places de meilleur deuxième.
Au terme de la campagne de qualification, c'est la RD Congo qui termine première et valide son ticket pour la CAN 2017. La République centrafricaine n'est pas parvenue à décrocher une des deux places de meilleur deuxième.

## Classement du groupe
| Rang | Équipe       | Pts | J | G | N | P | Bp | Bc | Diff |  | Résultats (▼ dom., ► ext.) |     |     |     |     |
| ---- | ------------ | --- | - | - | - | - | -- | -- | ---- |  | -------------------------- | --- | --- | --- | --- |
| 1    | RD Congo     | 15  | 6 | 5 | 0 | 1 | 16 | 6  | +10  |  | RD Congo                   |     | 4-1 | 2-1 | 2-1 |
| 2    | Centrafrique | 10  | 6 | 3 | 1 | 2 | 9  | 11 | -2   |  | Centrafrique               | 2-0 |     | 3-1 | 2-1 |
| 3    | Angola       | 5   | 6 | 1 | 2 | 3 | 7  | 8  | -1   |  | Angola                     | 0-2 | 4-0 |     | 1-1 |
| 4    | Madagascar   | 3   | 6 | 0 | 3 | 3 | 5  | 12 | -7   |  | Madagascar                 | 1-6 | 1-1 | 0-0 |     |

## Résultats
| 1re journée        | Angola                                                     | 4 - 0   | Centrafrique | Stade de Tundavala, Lubango, Angola                |                                                    |
| 13 juin 2015 15:30 | Gelson 38e · Dolly Menga 56e · Gelson 63e · Gilberto 90+5e | (1 - 0) |              | Spectateurs : ? Arbitrage : Duncan Lengani, Malawi | Spectateurs : ? Arbitrage : Duncan Lengani, Malawi |

| 1re journée        | RD Congo                 | 2 - 1   | Madagascar   | Stade Tata Raphaël, Kinshasa, République démocratique du Congo        |                                                                       |
| 14 juin 2015 15:30 | Mubele 58e · Kimwaki 73e | (0 - 0) | Vombola, 76e | Spectateurs : ? Arbitrage : Béranger Raymond Woungui Antsaraga, Gabon | Spectateurs : ? Arbitrage : Béranger Raymond Woungui Antsaraga, Gabon |

| 2e journée             | Centrafrique                     | 2 - 0   | RD Congo | Stade Barthélemy Boganda, Bangui, Modèle:CAR                            |                                                                         |
| 6 septembre 2015 15:30 | Mabidé 24e (pen.) · Gourrier 33e | (2 - 0) |          | Spectateurs : ? Arbitrage : Antoine Max Depadoux Effa Essouma, Cameroun | Spectateurs : ? Arbitrage : Antoine Max Depadoux Effa Essouma, Cameroun |

| 2e journée             | Madagascar | 0 - 0   | Angola | Stade municipal de Mahamasina, Antananarivo, Madagascar    |                                                            |
| 6 septembre 2015 14:30 |            | (0 - 0) |        | Spectateurs : ? Arbitrage : José Maria Rachide, Mozambique | Spectateurs : ? Arbitrage : José Maria Rachide, Mozambique |

| 3e journée         | Madagascar         | 1 - 1   | Centrafrique | Stade municipal de Mahamasina, Antananarivo, Madagascar          |                                                                  |
| 29 mars 2016 17:00 | Andriamatsinoro 80 | (0 - 0) | Limane 86e   | Spectateurs : ? Arbitrage : Mbongiseni Elliot Fakudze, Swaziland | Spectateurs : ? Arbitrage : Mbongiseni Elliot Fakudze, Swaziland |

| 3e journée         | RD Congo                          | 2 - 1  | Angola             | Stade des Martyrs, Kinshasa, République démocratique du Congo  |                                                                |
| 26 mars 2016 15:30 | Bakambu 23e (pen.) · Meschack 78e | (1- 0) | Fredy 90+5e (pen.) | Spectateurs : 80 000 Arbitrage : Joseph Odartei Lamptey, Ghana | Spectateurs : 80 000 Arbitrage : Joseph Odartei Lamptey, Ghana |

| 4e journée         | Centrafrique           | 2 - 1   | Madagascar      | Stade Barthélemy Boganda, Bangui, République centrafricaine |                                                            |
| 28 mars 2016 15:00 | Keita 52e · Limane 65e | (0 - 1) | Andriatsima 35e | Spectateurs : ? Arbitrage : Ferdinand Udoh Aniete, Nigeria  | Spectateurs : ? Arbitrage : Ferdinand Udoh Aniete, Nigeria |

| 4e journée         | Angola | 0 - 2   | RD Congo                  | Stade national du 11-Novembre, Luanda, Angola                |                                                              |
| 29 mars 2016 17:00 |        | (0 - 1) | Kimwaki 44e · Bolingi 89e | Spectateurs : ? Arbitrage : El Fadil Mohamed Hussein, Soudan | Spectateurs : ? Arbitrage : El Fadil Mohamed Hussein, Soudan |

| 5e journée        | Madagascar               | 1 - 6   | RD Congo                                                                      | Stade Rabemananjara, Mahajanga, Madagascar               |                                                          |
| 5 juin 2016 14:30 | Fabrice Rakotondrabe 86e | (0 - 3) | Bakambu 2e · M'Poku 21e · Bolasie 41e · M'Poku 65e · Bakambu 81e · Botaka 90e | Spectateurs : ? Arbitrage : Davies Ogenche Omweno, Kenya | Spectateurs : ? Arbitrage : Davies Ogenche Omweno, Kenya |

| 5e journée        | Centrafrique                                  | 3 - 1   | Angola   | Stade Barthélemy Boganda, Bangui, République centrafricaine |                                                    |
| 5 juin 2016 15:00 | Mabidé 15e · E. Enza-Yamissi 38e · Limane 77e | (2 - 0) | Pana 86e | Spectateurs : ? Arbitrage : Yakhouba Keita, Guinée          | Spectateurs : ? Arbitrage : Yakhouba Keita, Guinée |

| 6e journée             | Angola     | 1 - 1   | Madagascar           | Stade national du 11-Novembre, Luanda, Angola     |                                                   |
| 3 septembre 2016 16h00 | Gelson 55e | (0 - 1) | Razakanantenaina 17e | Spectateurs : ? Arbitrage : Janny Sikazwe, Zambie | Spectateurs : ? Arbitrage : Janny Sikazwe, Zambie |

| 6e journée             | RD Congo                                             | 4 - 1   | Centrafrique   | Stade des Martyrs, Kinshasa, République démocratique du Congo |                                                              |
| 4 septembre 2016 15h30 | Kebano 29e · Mubele 46e · Bolingi 73e · Botaka 90+1e | (1 - 0) | Kéthévoama 63e | Spectateurs : 80 000 Arbitrage : Bakary Papa Gassama, Gambie  | Spectateurs : 80 000 Arbitrage : Bakary Papa Gassama, Gambie |

## Buteurs
Trente-sept buts ont été inscrits par vingt-cinq joueurs lors des douze matches disputés dans ce groupe pour une moyenne de 3,08 buts marqués par match. Le match qui a été le plus prolifique a été celui qui a opposé Madagascar à la RD Congo avec sept buts et celui qui l'a été le moins a été la rencontre qui a opposé Madagascar à l'Angola sans le moindre but.

### 3 buts
- Cédric Bakambu
- Gelson
- Moussa Limane

### 2 buts
- Jonathan Bolingi
- Jordan Botaka
- Joël Kimwaki
- Vianney Mabidé
- Paul-José M'Poku
- Firmin Mubele Ndombe

### 1 but
- Carolus Andriamatsinoro
- Faneva Andriatsima
- Yannick Bolasie
- Meschack Elia
- Eloge Enza-Yamissi
- Fredy
- Sebastião Gilberto
- Junior Gourrier
- Neeskens Kebano
- Salif Keita
- Foxi Kéthévoama
- Dolly Menga
- Pana
- Fabrice Rakotondrabe
- Pascal Razakanantenaina
- Sarivahy Vombola